# Musée Baron-Martin
El Museo Baron-Martin es el museo de arte e historia de la ciudad de Gray en Alta-Saona, en Borgoña-Franco Condado. Alojado desde 1903 en el castillo de la ciudad, al lado del Saona, expone una rica colección de obras de arte y arqueología, que van desde la Antigüedad hasta nuestros días. El nombre del museo se refiere al barón Alexandre Martin (antiguo propietario del castillo).

## Historia

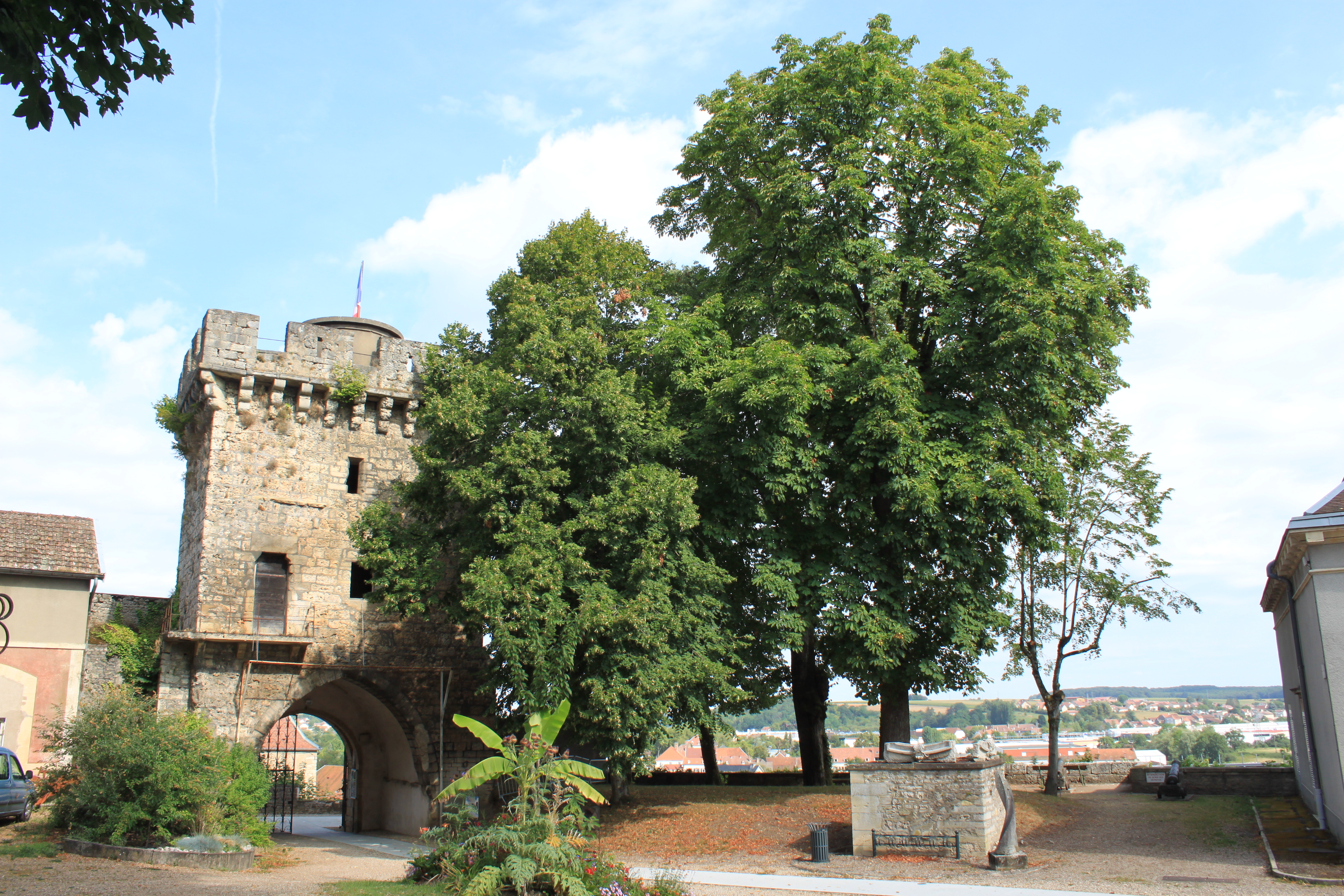
Parque del castillo con la torre del Paraíso.

El castillo de Gray es ante todo un castillo medieval que data del siglo XIV, del que sólo quedan la torre, los muros de ricento y los sótanos abovedados.
Louis Fabry de Montcault, gobernador de la ciudadela de Besanzon, que transformó el castillo en un lugar de placer a principios del siglo XVIII. Es en este edificio renovado donde actualmente se encuentra el Museo Baron-Martin. En 1777, fue adquirida por Luis Estanislao, hermano del rey Luis XVI y futuro Luis XVIII·. Cuando estalló la Revolución, tuvo que huir del castillo, que luego fue declarado propiedad nacional.

### Los retratos de Prud'hon

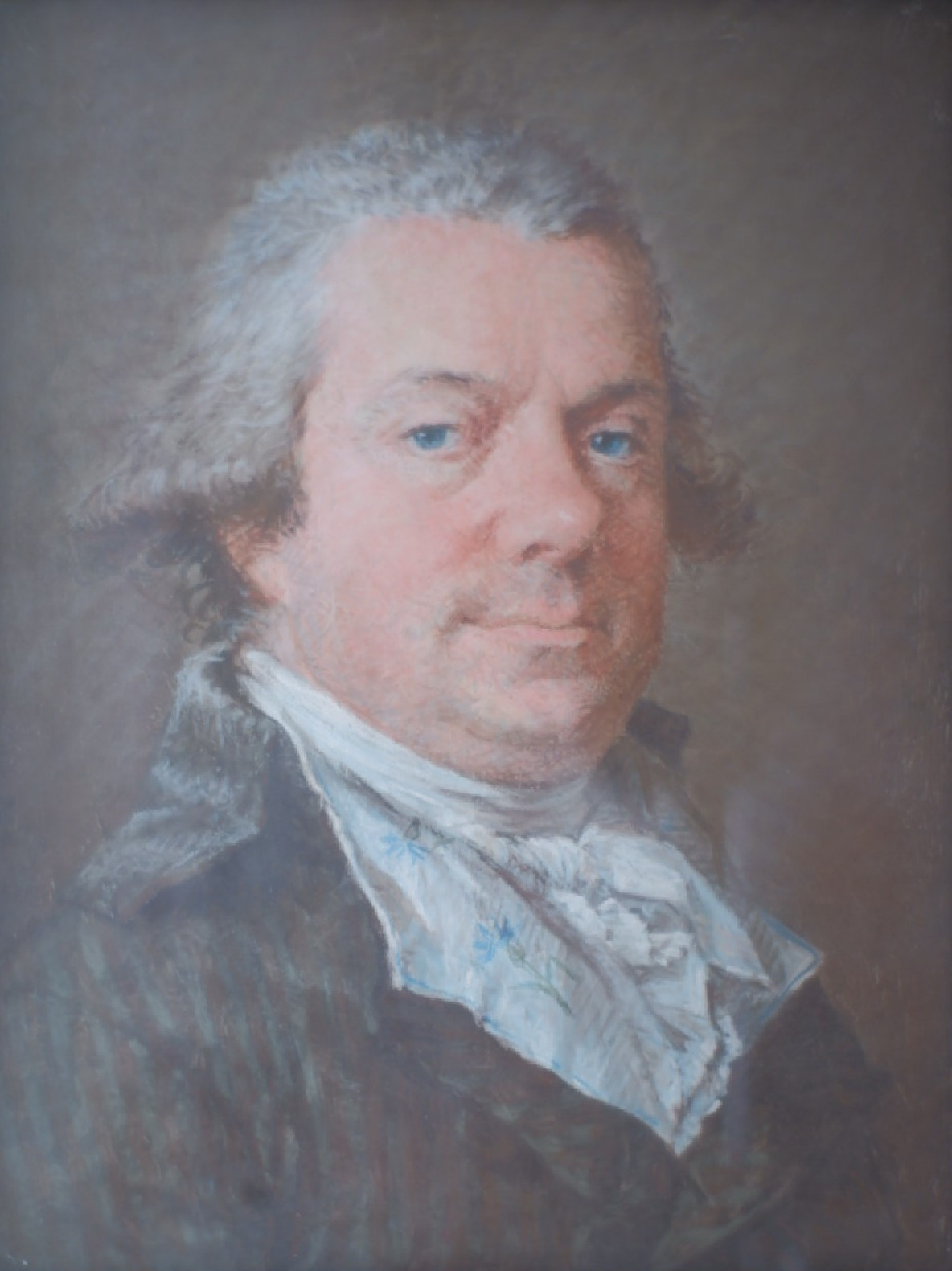
Pierre-Paul Prud'hon, Retrato de Claude Marie Rey de Morande, 15 de septiembre de 1796, Gray, museo Baron-Martin.

El pintor Pierre-Paul Prud'hon, que había sido alumno de François Devosge, huyó de París por motivos económicos y políticos y se fue a Rigny, cerca de Gray, en 1794·.

### El castillo del Barón Martín

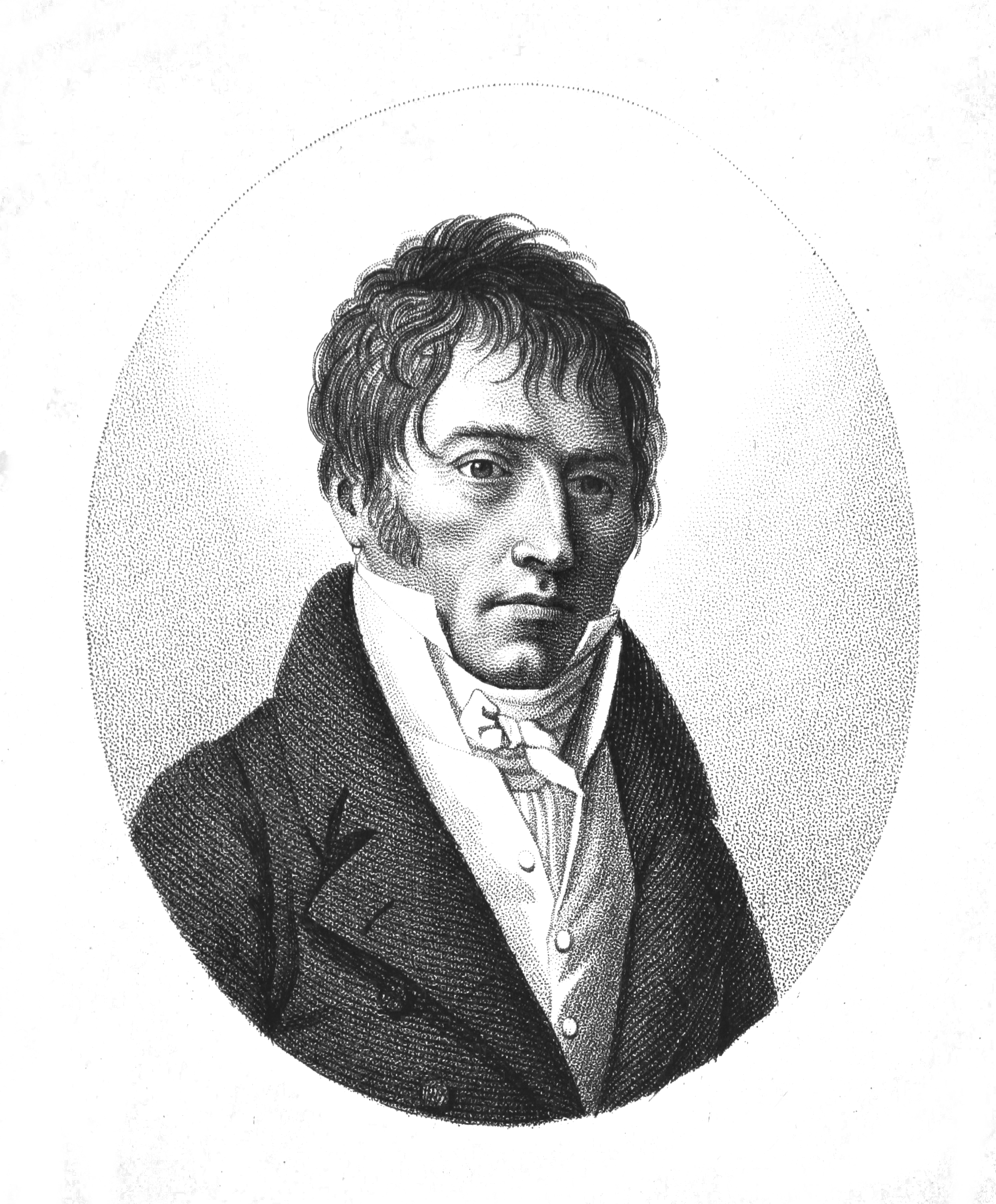
Retrato de Alexandre Martin de Gray conocido como Baron Martin, Gray, biblioteca patrimonial.

Mientras que Prud'hon terminó su estancia en 1796, Alexandre Martin adquirió el castillo de Gray el mismo año·. Se casó con la hija del Sr. y la Sra. Febvre e hizo de este castillo su residencia. Edmond Pigalle, su nieto, pasa regularmente las vacaciones de su infancia en el castillo. Alexandre Martin vivió en este castillo hasta su muerte en 1864. A partir de esa fecha, la propiedad pasó a manos de varias familias que se suceden.

### Creación del museo municipal
La cuestión de la adquisición del castillo por parte de la ciudad surge a partir de 1788 cuando Louis Stanislas propone la adquisición a los concejales de la ciudad . El tema surgió con bastante regularidad a medida que los propietarios se siguen unos a otros y un primer museo que presenta una pequeña colección se abrió en los salones del ayuntamiento en la década de 1850 , , . Sin embargo, la adquisición del castillo todavía se pospone por la culpa de un precio de venta demasiado alto .

#### El museo se establece en el castillo.

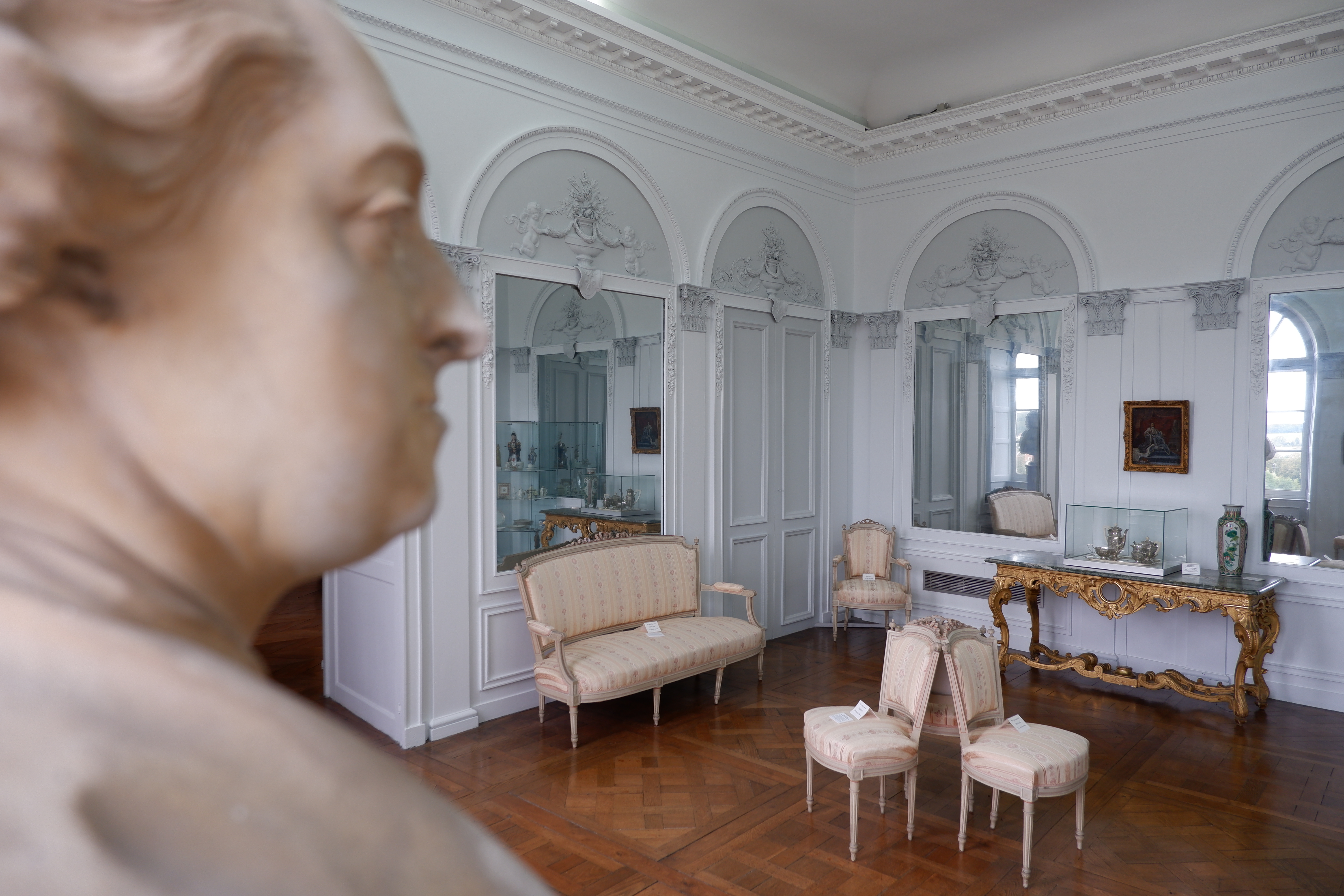
« feria de helados » de estilo Luis XVI, en la planta baja.

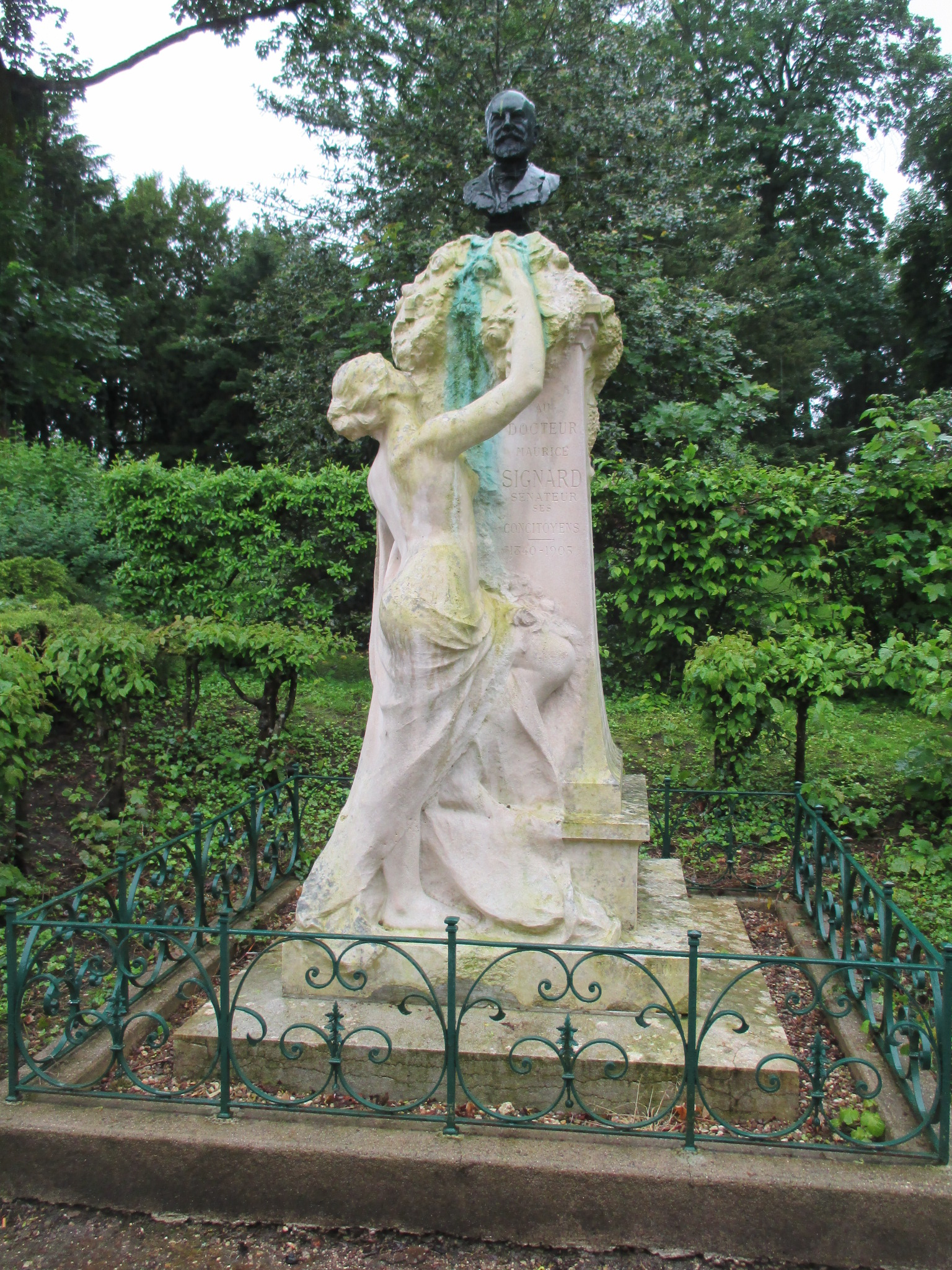
Georges Iselin, Monumento a Maurice Signard, 1908, Gray, parque del museo Baron-Martin.

La decisión de los herederos del último propietario de no quedarse con el castillo, aceleró su compra por parte de la ciudad en 1901, con la intención de alojar un museo y otras funciones·· . En 1902, los concejales municipales decidieron instalar el museo en el castillo. Se lanza una lotería nacional y las donaciones llegan de todos lados ; No pasa una semana sin que el alcalde Maurice Signard reciba una pintura, un grabado o una escultura , . El museo, inaugurado en 1903, se limita a la planta baja del edificio y se compone de 14 salas, incluida una « feria de helados » Estilo Luis XVI· .
La función de comisario se confía a Joseph Roux (profesor de dibujo en el Colegio de Gray) que elabora un primer catálogo del museo que enumera 244 referencias. El profesor de Bellas Artes de París Jean-Léon Gérôme está asociado al proyecto, así como su alumno Antoine Druet y las colecciones del museo se enriquecen con las compras realizadas en el Salón de artista franceses·.

#### El museo se expande

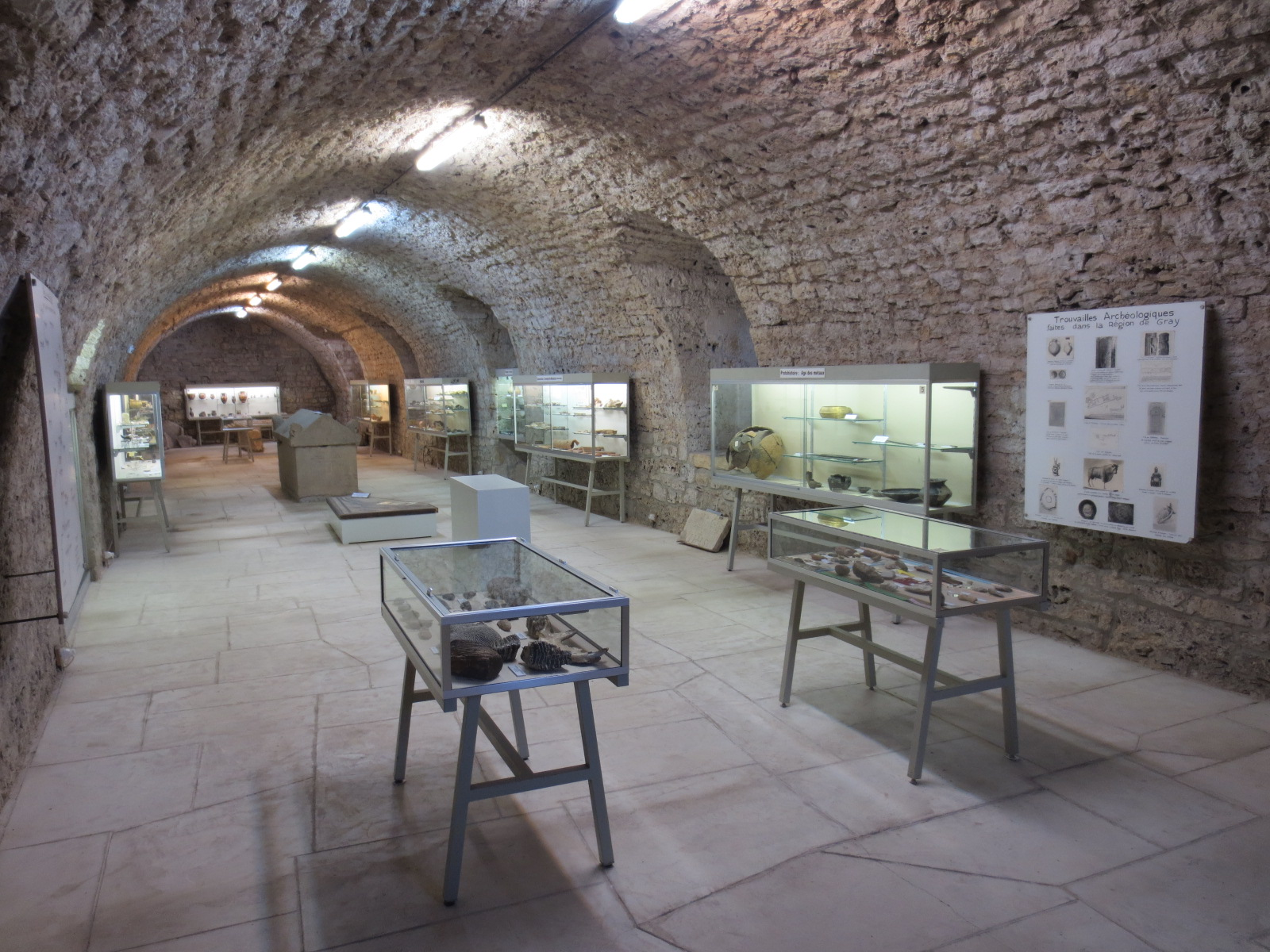
Sótano rehabilitado en 1974, que alberga las colecciones arqueológicas.

Desde 1906, tres años después de su apertura, se extendió la idea de ampliar las funciones del museo·. Por lo tanto, la ciudad encargó al arquitecto  Natey que elaborara planes para un desarrollo del ático para ampliar el espacio utilizable, que ofrece un vasto espacio de exposición completado en 1913·.
Los bombardeos alemanes de 1940 dañaron el edificio que luego tuvo que ser reparado·.
El sótano del castillo fue rehabilitado en 1974 y concretó el deseo de tener un museo arqueológico en Gray al ofrecer este nuevo espacio enteramente dedicado a la arqueología·.

### Enriquecimiento de colecciones
El castillo había sido un lugar de arte en la época del barón Martin, que había iniciado su colección con los pasteles de Prud'hon. Luego sus descendientes habían continuado su colección fuera del castillo. Cuando la ciudad adquirió el edificio, las colecciones del barón ya no estaban allí y la ciudad intentó construir una colección comprando en el Salón·.

#### Los tres amigos

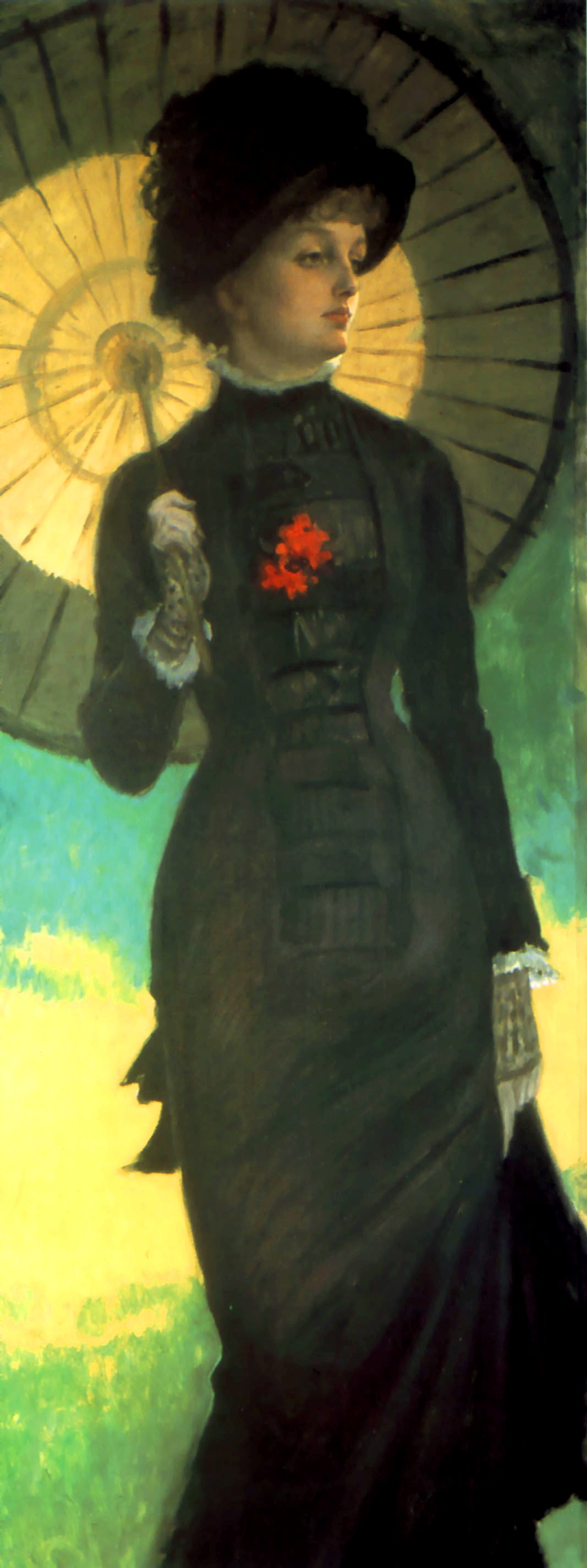
James Tissot, Dama con sombrilla, c. 1880, donación de Edmond Pigalle, Gray, Museo Baron-Martin.

En este momento que  tres amigos de la escuela secundaria intervinieron : Edmond Pigalle, Jules Maciet y Georges Bihourd. Pigalle es el nieto del barón Martín; durante su infancia pasó muchas vacaciones en el castillo y por eso se enamoró de este nuevo museo ,. Deseando enriquecer las colecciones del museo, se unió a sus amigos Maciet y Bihourd en el proyecto ; él ve esto como una oportunidad para rendir un tributo vibrante a sus abuelos,.

Georges Bihourd (1846-1914), Jules Maciet (1846-1911) y Edmond Pigalle (1844-1921)
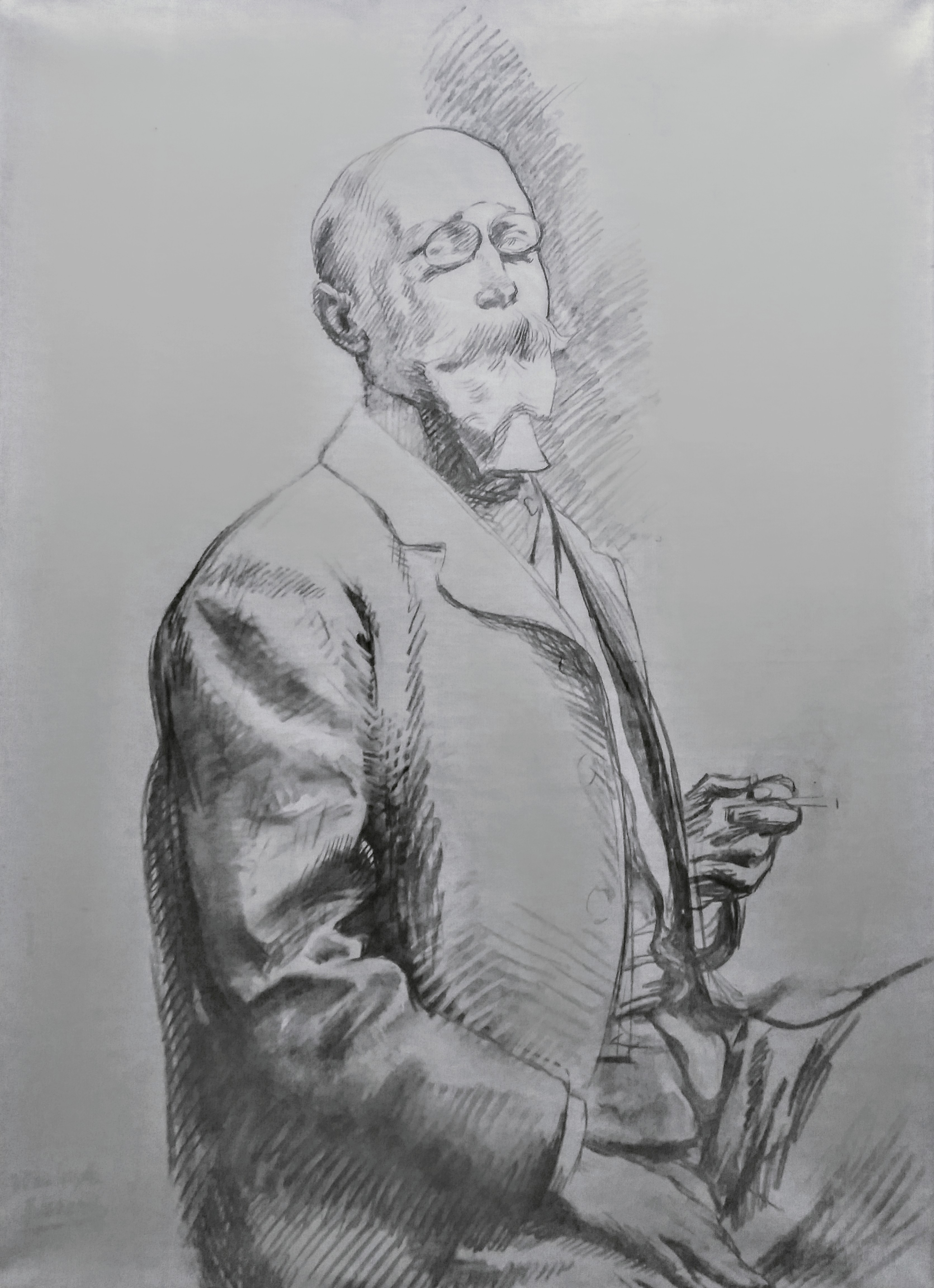
Albert Besnard, Retrato de M. Bihourd, av. 1921, Gray, Museo Baron-Martin.
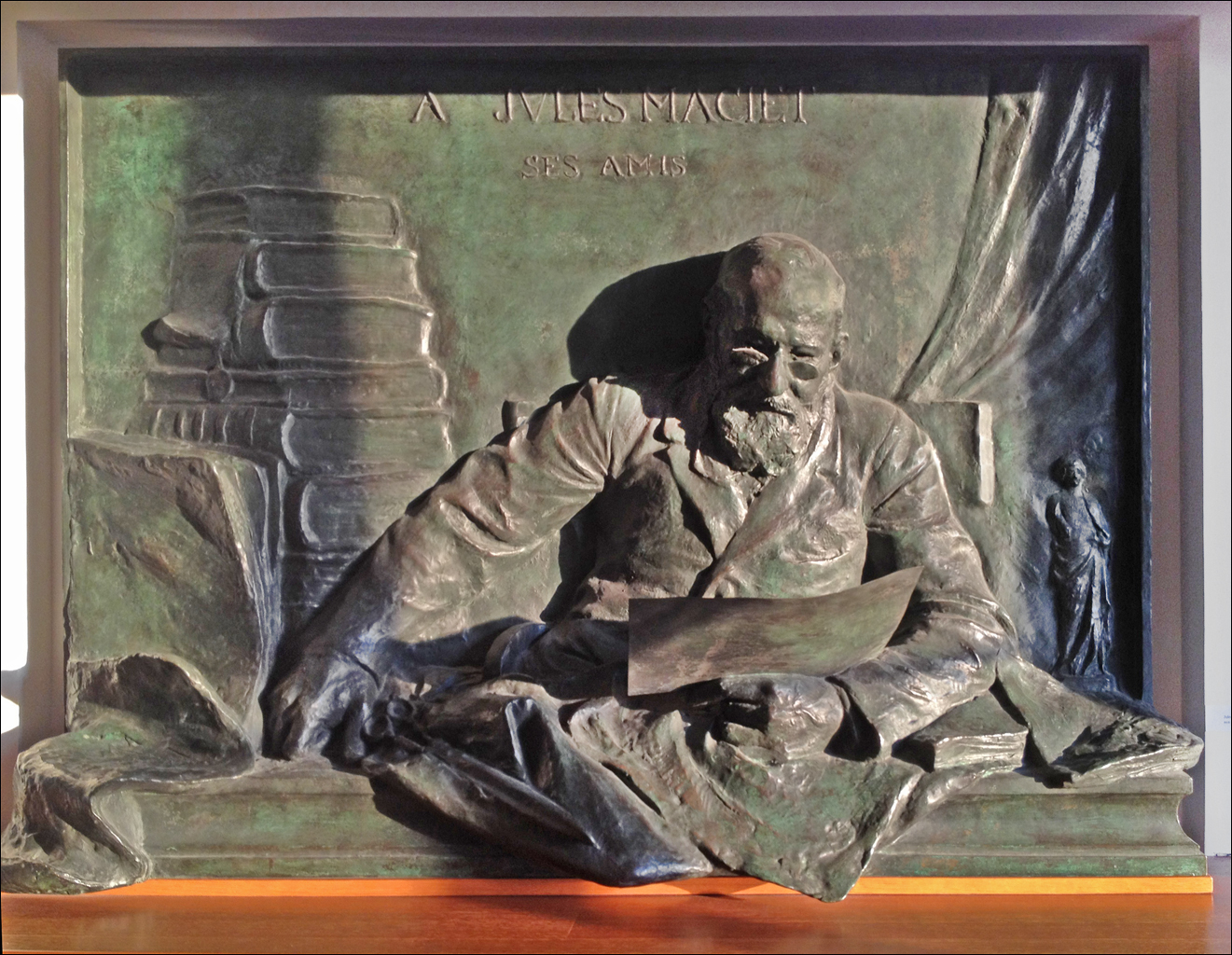
Alfred Lenoir, Jules Maciet, 1914, París, MAD .
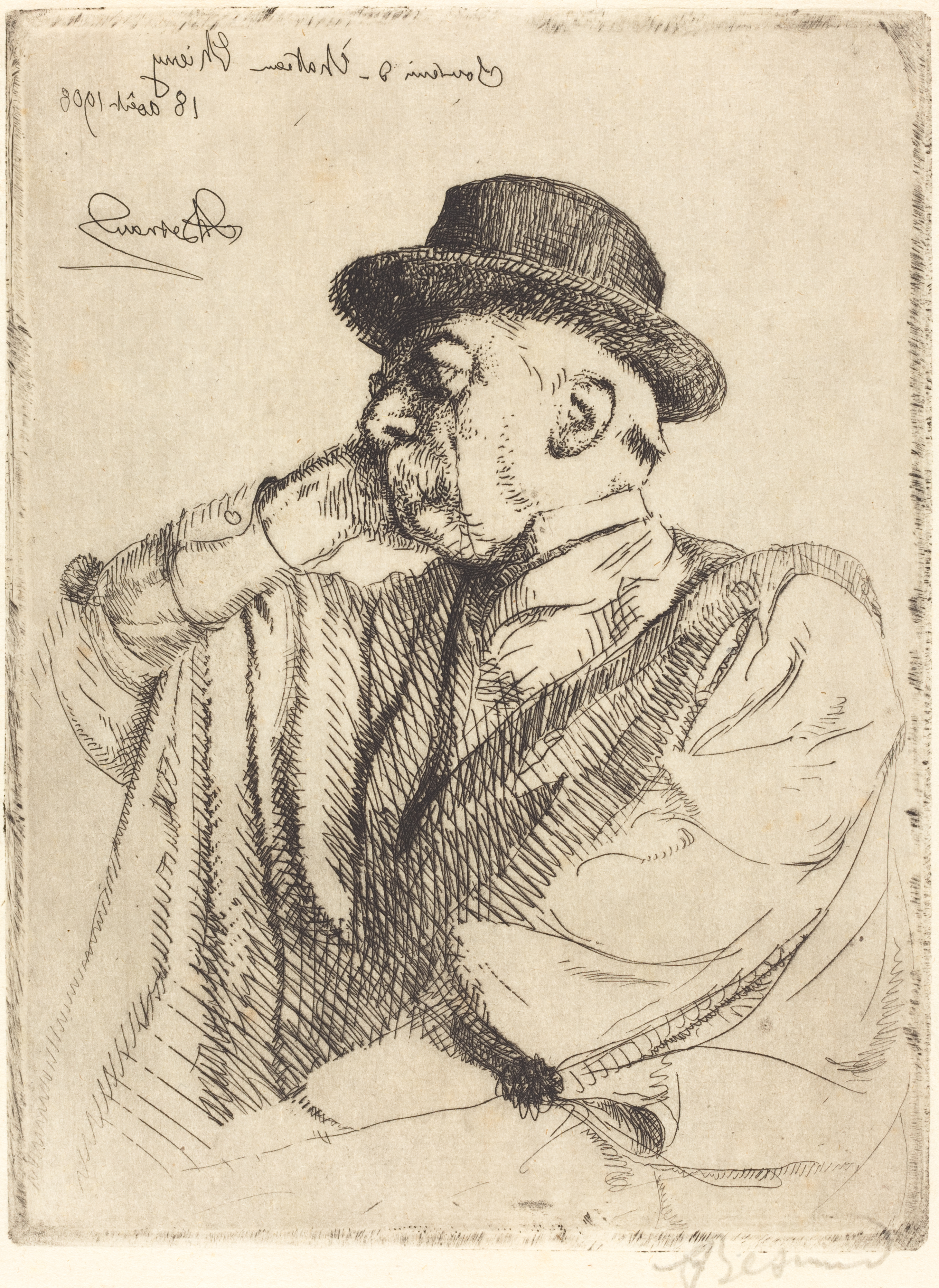
Albert Besnard, Edmond Pigalle, 1908, Washington, NGA .

Los tres amigos dotaron al museo de obras que se complementaban bien. Por ejemplo, Pigalle ofrece "Dama de la sombrilla" de Tissot, mientras que Maciet ofrece" La Convalescente" ; dos lienzos que representan a la senora Newton, la musa de Tissot. Del mismo modo, Maciet y Bihourd ofrecen numerosas obras sobre el tema de los teatros, cafés y fiestas de cartas que reflejan la atmósfera de la Belle-Epoque. Los tres amigos conocen personalmente a ciertos artistas como Edmond Aman-Jean (primo de Jules Maciet) o Albert Besnard (de quien Georges Bihourd es uno de los primeros admiradores), lo que explica la fuerte presencia de estos dos artistas en las colecciones del museo·.

##### El regreso de los tres pasteles

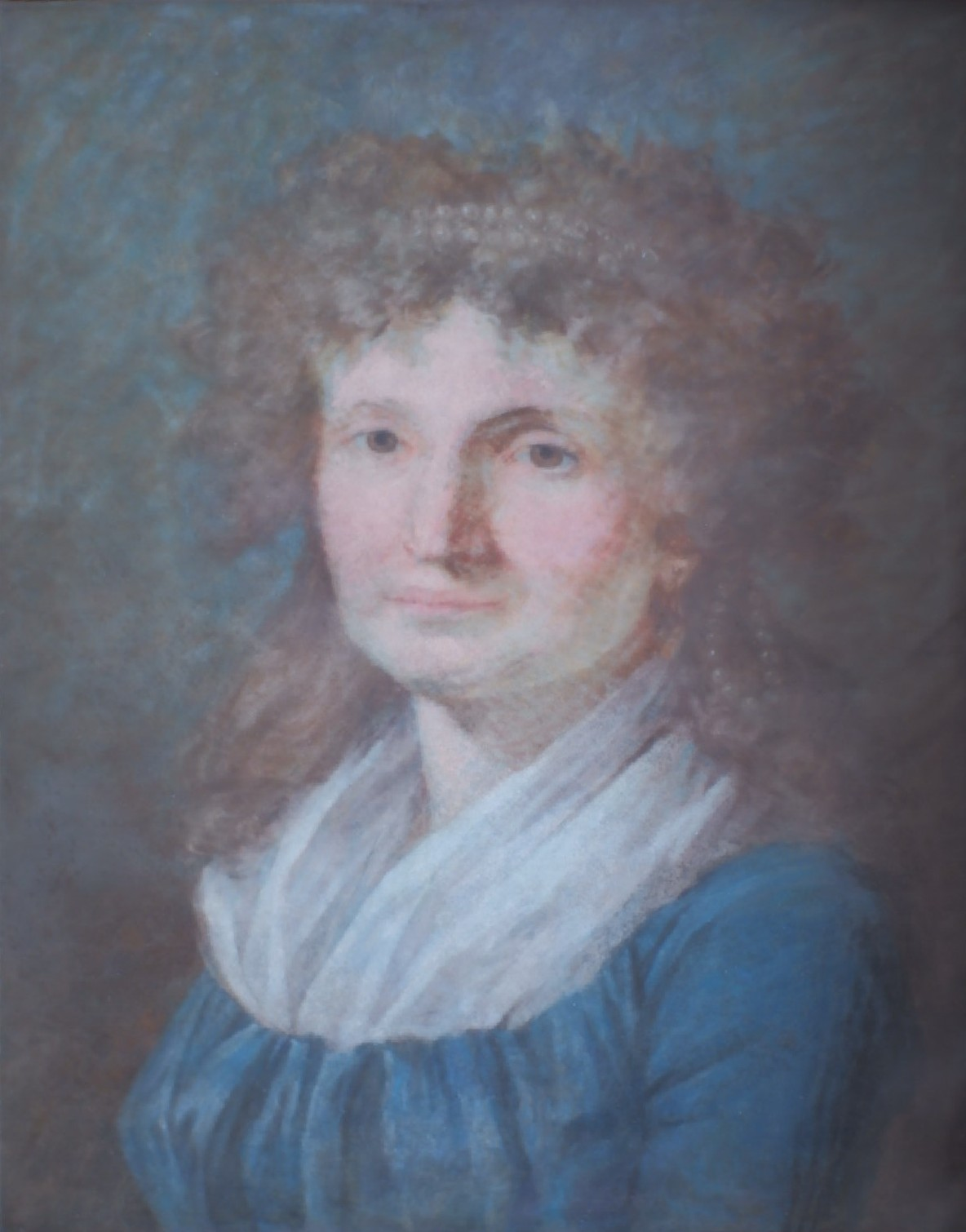
Pierre-Paul Prud'hon, Retrato de Jeanne Marie Angélique Palate de Missy - Rey de Morande (1769-1823), 3 de octubre de 1796, Gray, museo Baron-Martin.

El museo recibió el nombre de Museo Baron-Martin en 1913, en homenaje a Alexandre Martin y su nieto Edmond Pigalle·. En 1921, Edmond Pigalle legó su colección al museo, lo que permitió que los tres pasteles que Prud'hon había realizado en Gray volvieran a su ciudad de origen ·.

#### Enriquecimientos posteriores

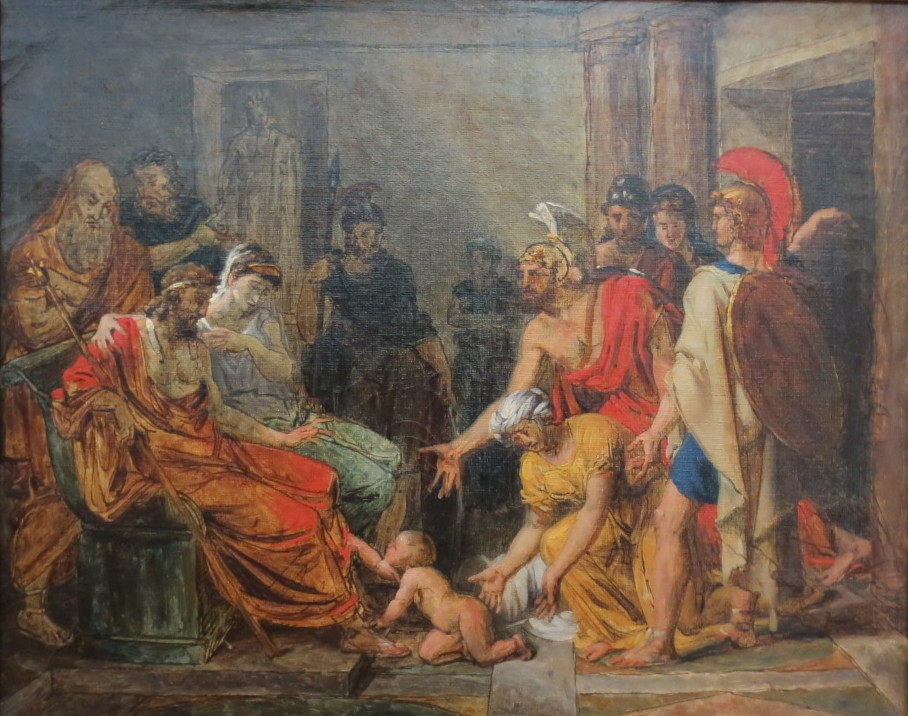
Escuela francesa, El joven Pirro en la corte del rey Glaucias (boceto), ^{1.º} cuarto del XIX XIX siglo, legado AP de Mirimonde.

En 1932, el legado de la familia Delafontaine enriqueció las colecciones de obras del artista neoclásico Pierre-Maximilien Delafontaine, su yerno Merry-Joseph Blondel y sus contemporáneos ; porque Delafontaine coleccionaba a los artistas de su.
Albert Pomme de Mirimonde (presidente de la sala del Tribunal de Cuentas ) elaboró el primer catálogo razonado publicado por el museo Baron-Martin en 1959. Proveniente de una familia de amantes del arte, también coleccionaba obras de arte inspiradas en los métodos de Maurice Magnin·. Tenía cierto gusto por la pintura de la era moderna de Bélgica y los Países Bajos, especialmente los retratos ; así como una fascinación por los bocetos del siglo XVIII . El legado de su colección fue objeto de una exposición temporal en el Museo del Louvre.

## Colecciones

### Planta superior
La gran galería de la planta superior alberga de tres a cuatro exposiciones temporales al año, sobre diversos temas que van desde la arqueología o la historia local hasta el arte tradicional o más contemporáneo.

### Planta baja
En la planta baja, el museo presenta su colección permanente en sus 14 salas de colores claros con líneas despojadas que abren un panorama de la ciudad. Las obras expuestas van desde la Antigüedad hasta nuestros días y las obras maestras son "La dama de la sombrilla de James Tissot, el retrato de la "cantante Margyl" de Giovanni Boldini, tres óleos de cobre de Jan van Kessel, Los placeres del invierno de Hendrick Avercamp, una "corona de flores" de Brueghel de Velours, Niño con un perro de Jacob van Loo, Gallant Colporteur de François Boucher, Vista del Vesubio de Turpin de Crissé, Dos pastores de Rosa de Tivoli, "un autorretrato" de Oudry y una importante colección de dibujos y de Prud'hon.

Algunas obras de la colección permanente
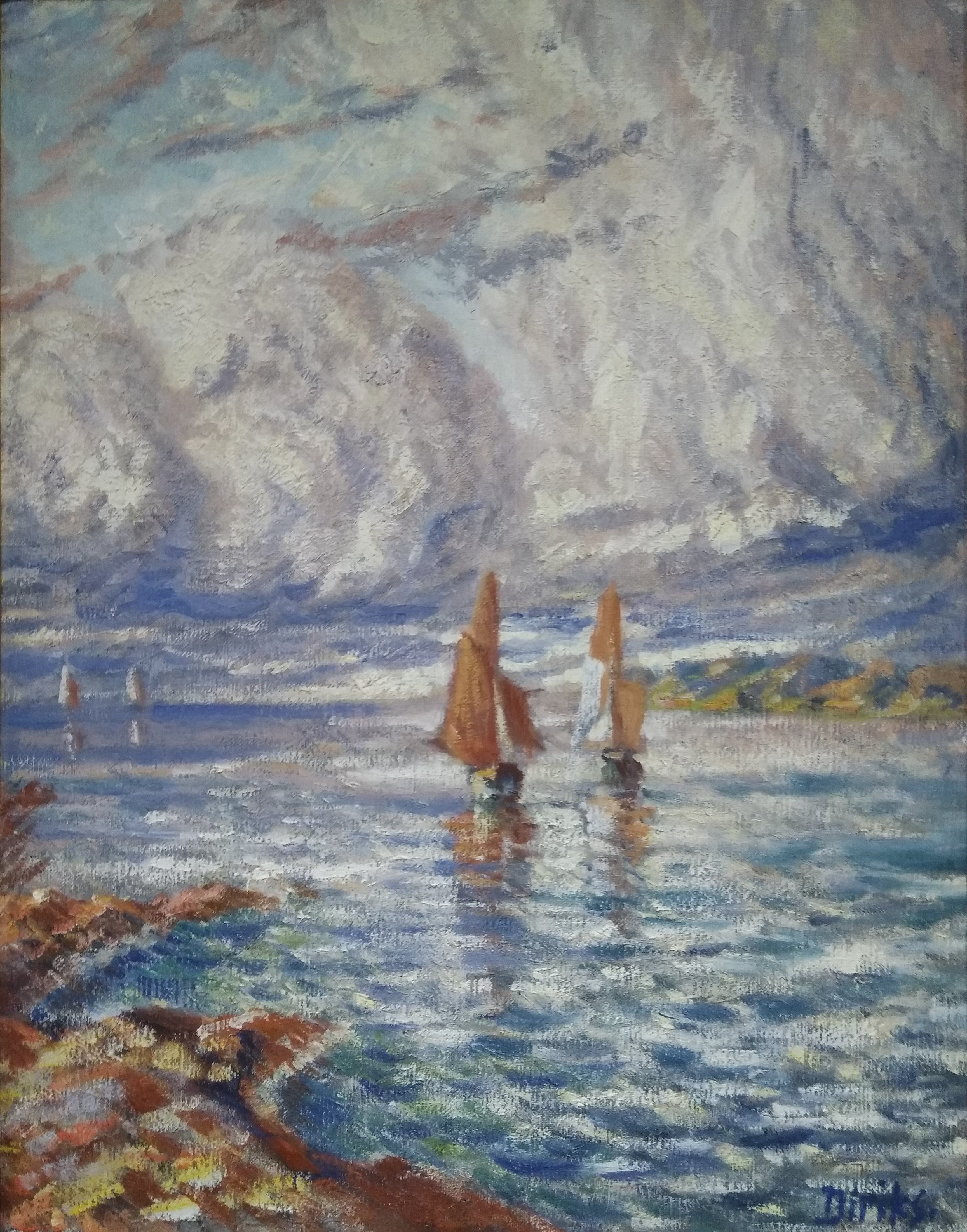
Karl-Edvard Diriks, Estuaire avec voiliers sous un ciel nuageux, c. 1910.
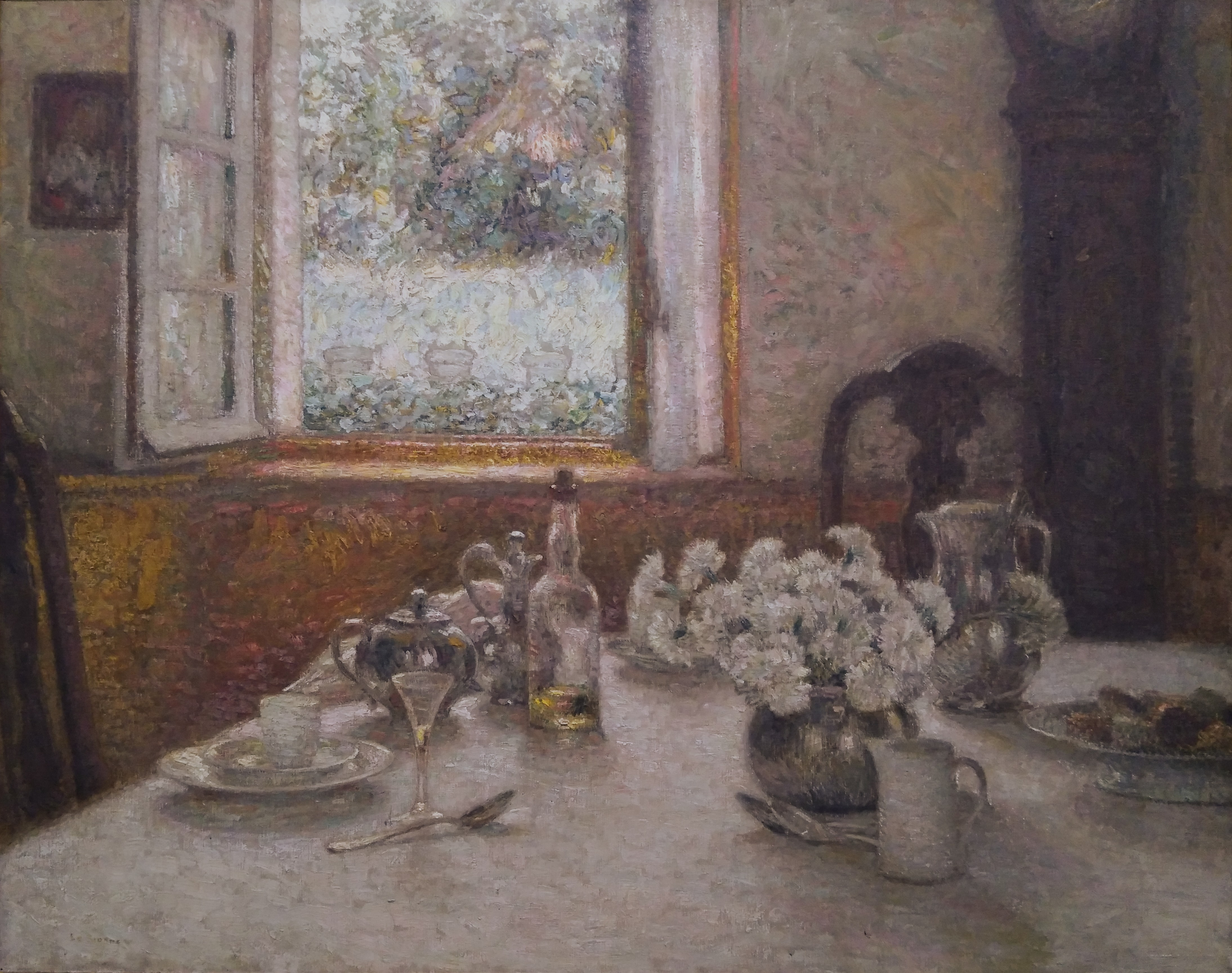
Henri Le Sidaner, Le Dessert, 1903, dépôt du musée d'Orsay.
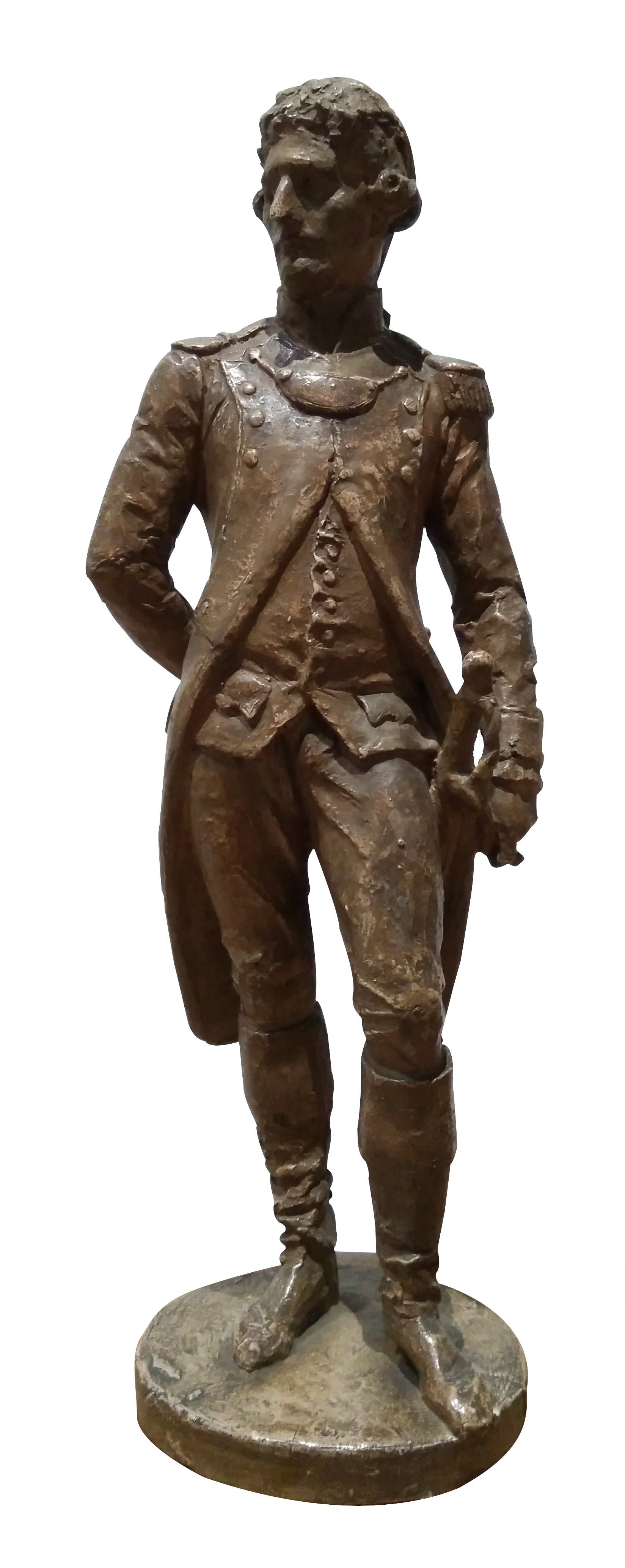
Eugène Guillaume, Bonaparte, lieutenant d'artillerie, c. 1870, dépôt du MAD.
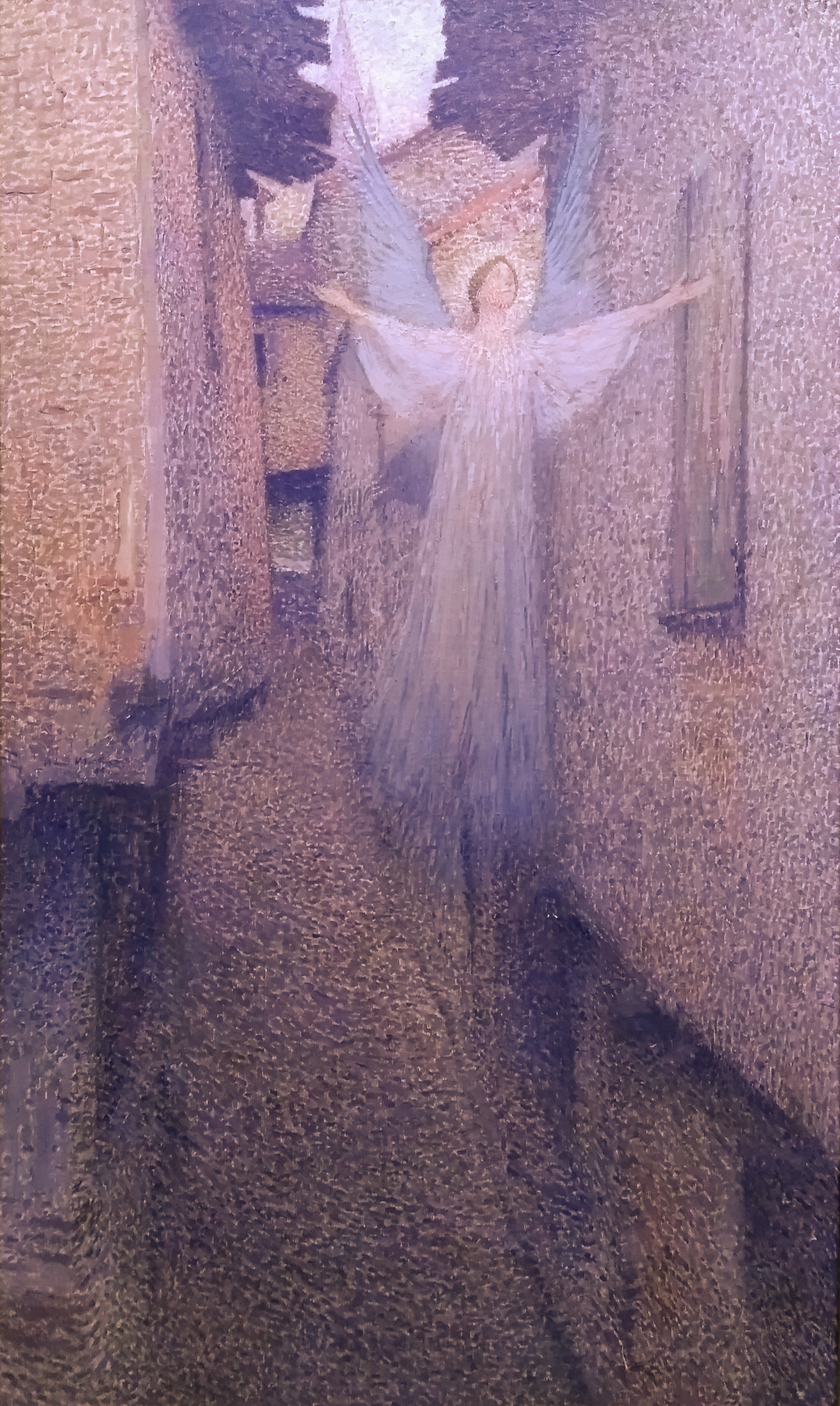
Henri Martin, L'Apparition.
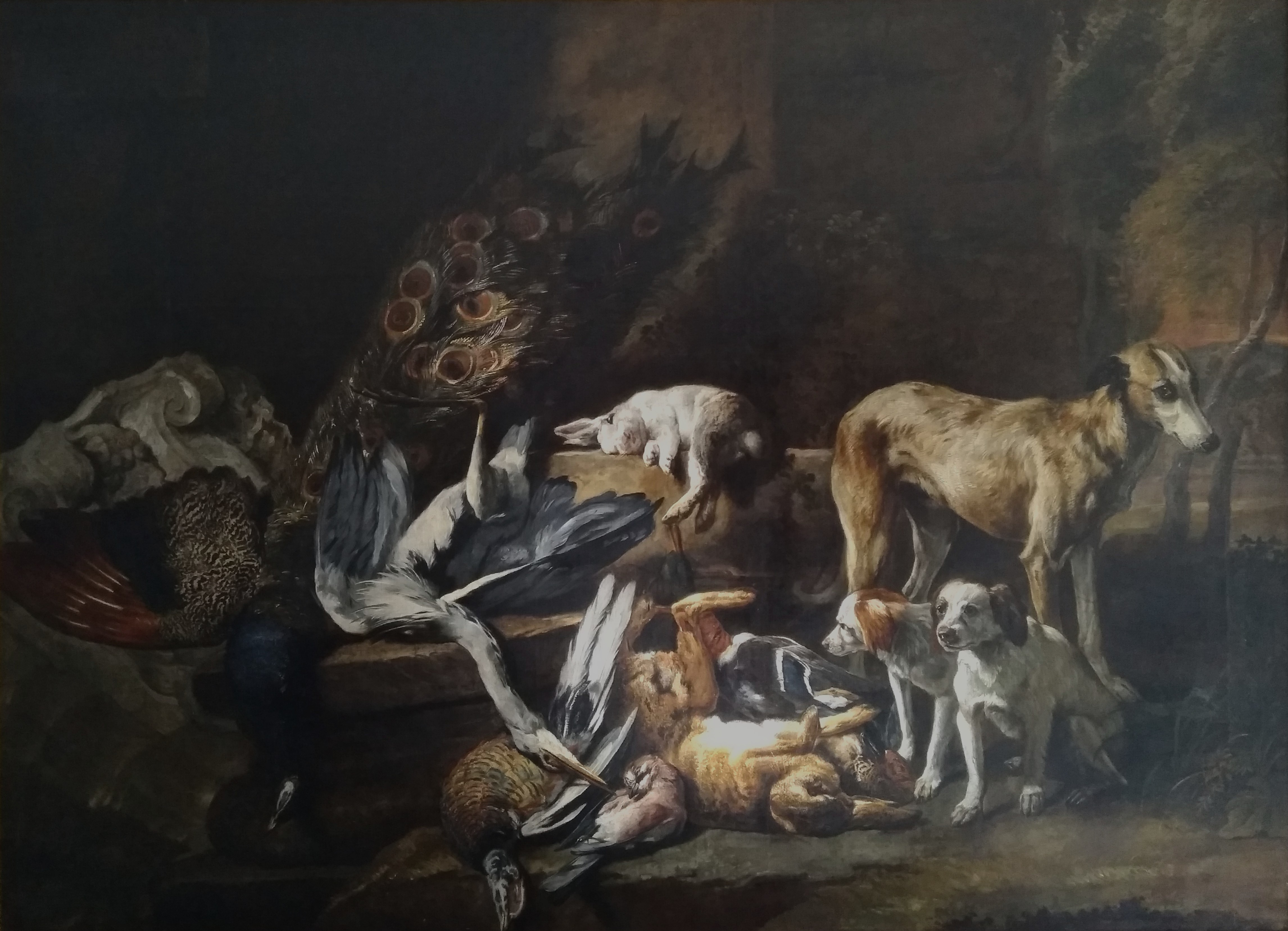
Jacopo Crivelli, Trophée de chasse, XVIIIe siècle, MNR, dépôt du musée du Louvre.
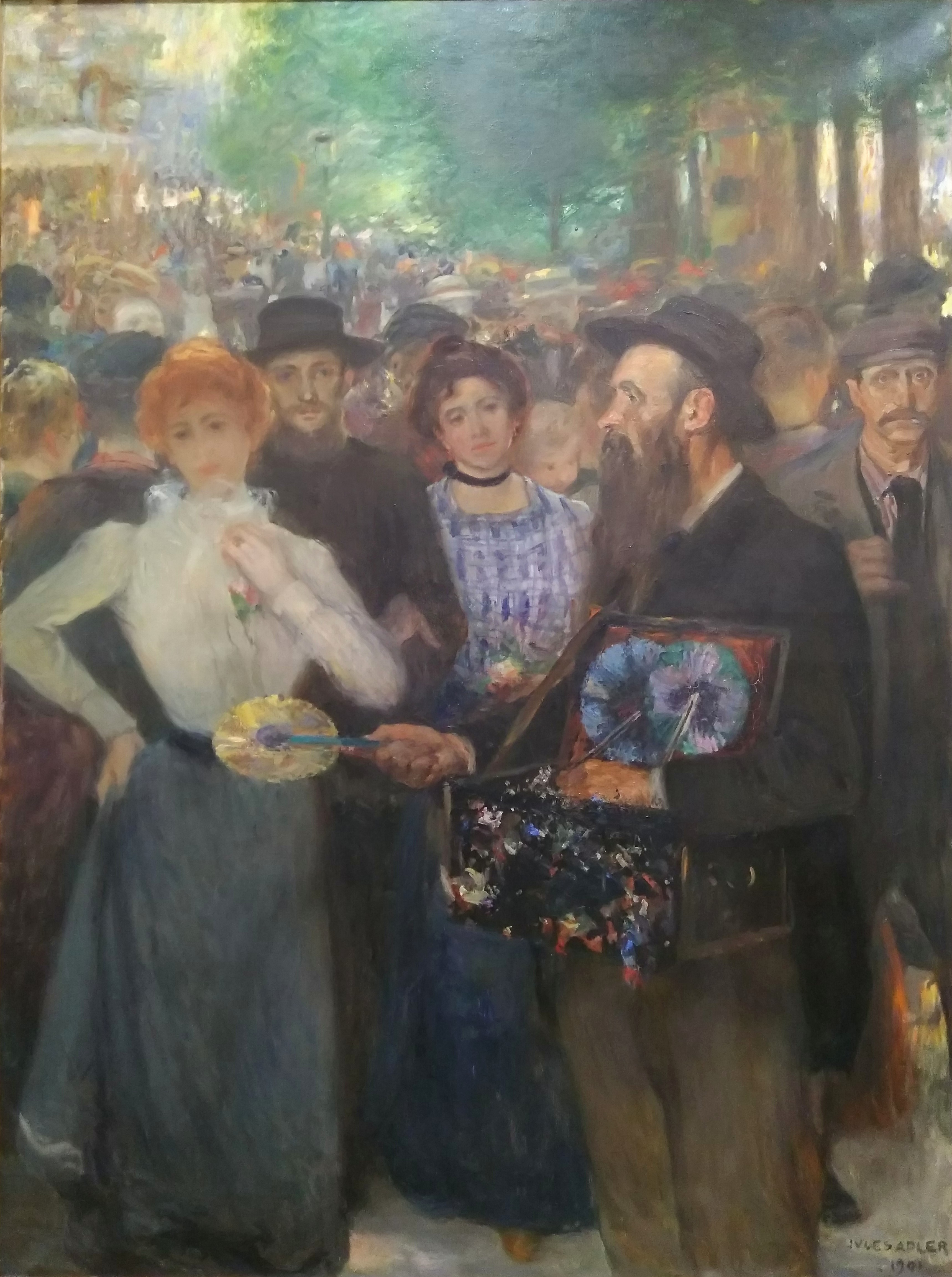
Jules Adler, Soir d'été à Paris, 1901.
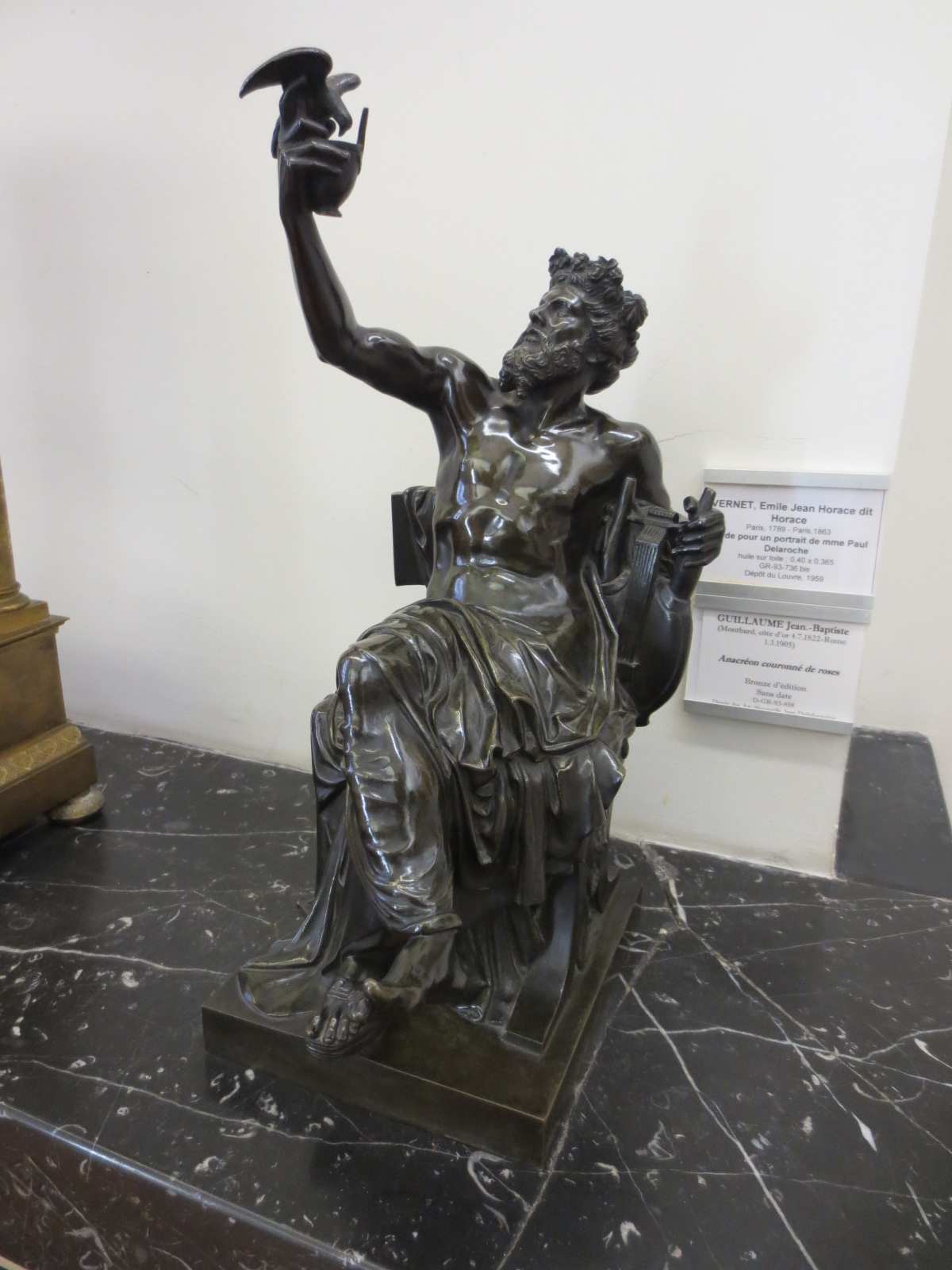
Eugène Guillaume, Anacréon couronné de roses, c.1852, dépôt du MAD.
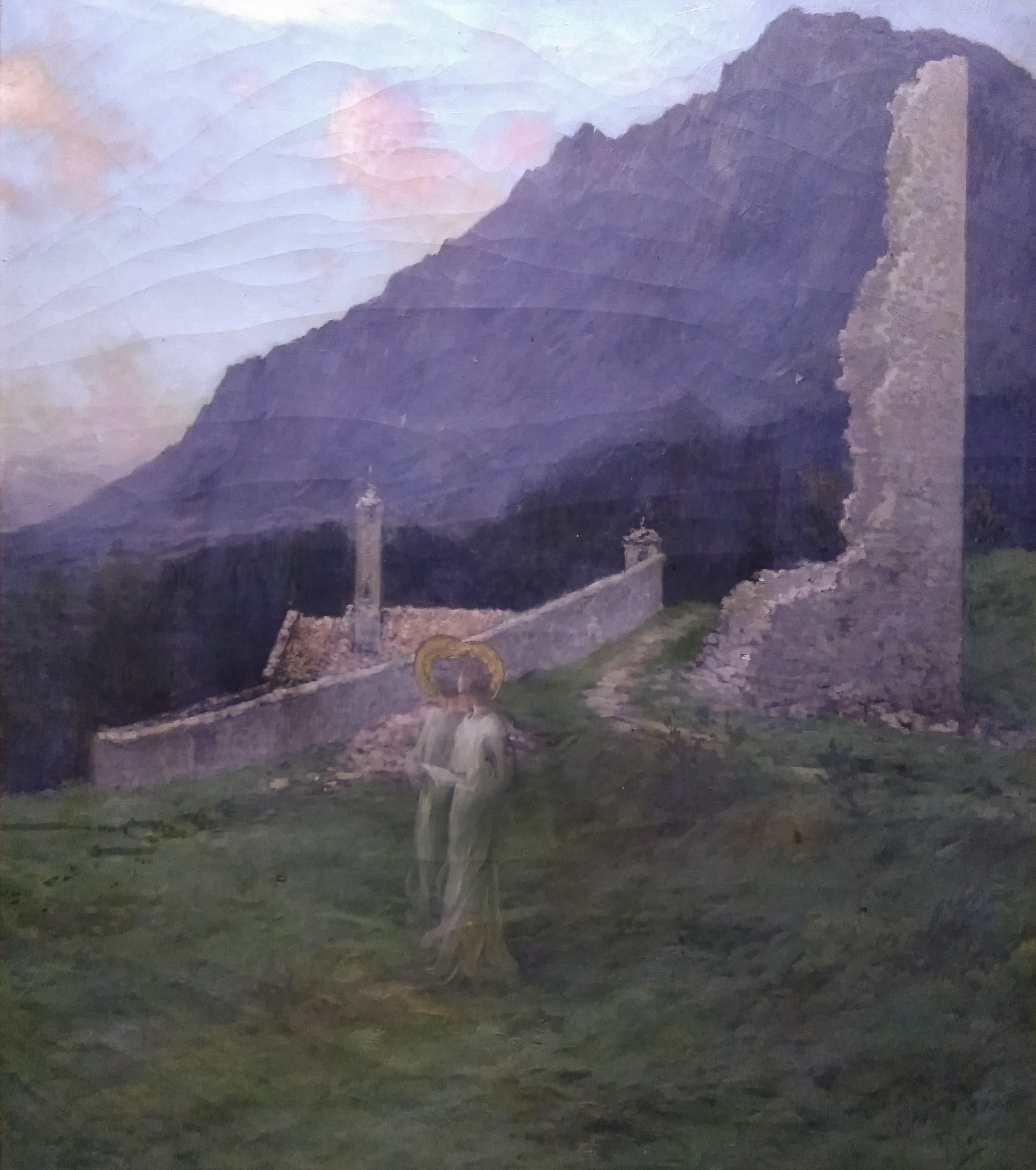
Henry Lerolle, Saints visitant une vallée.
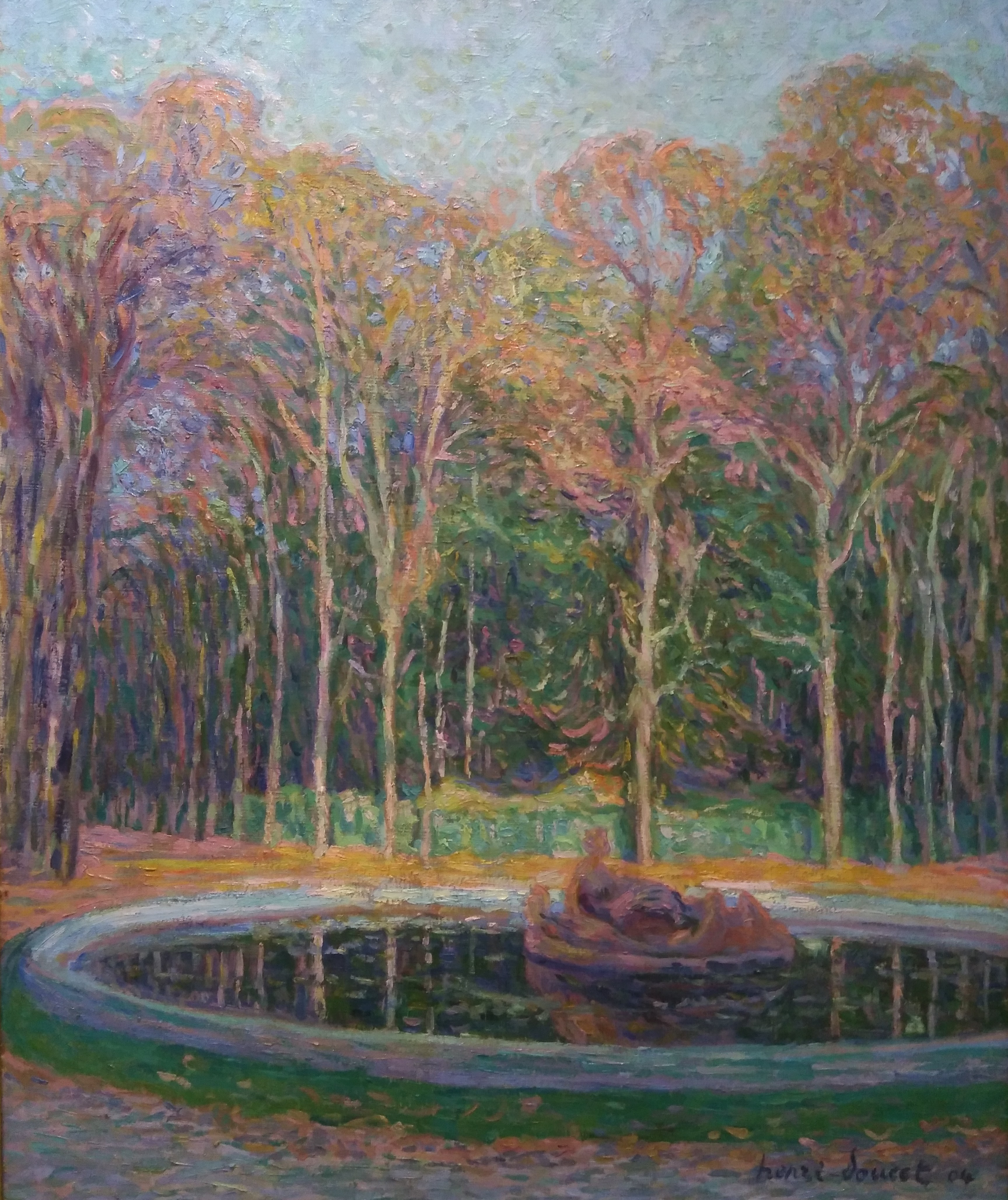
Henri Doucet, Pièce d'eau à Versailles.
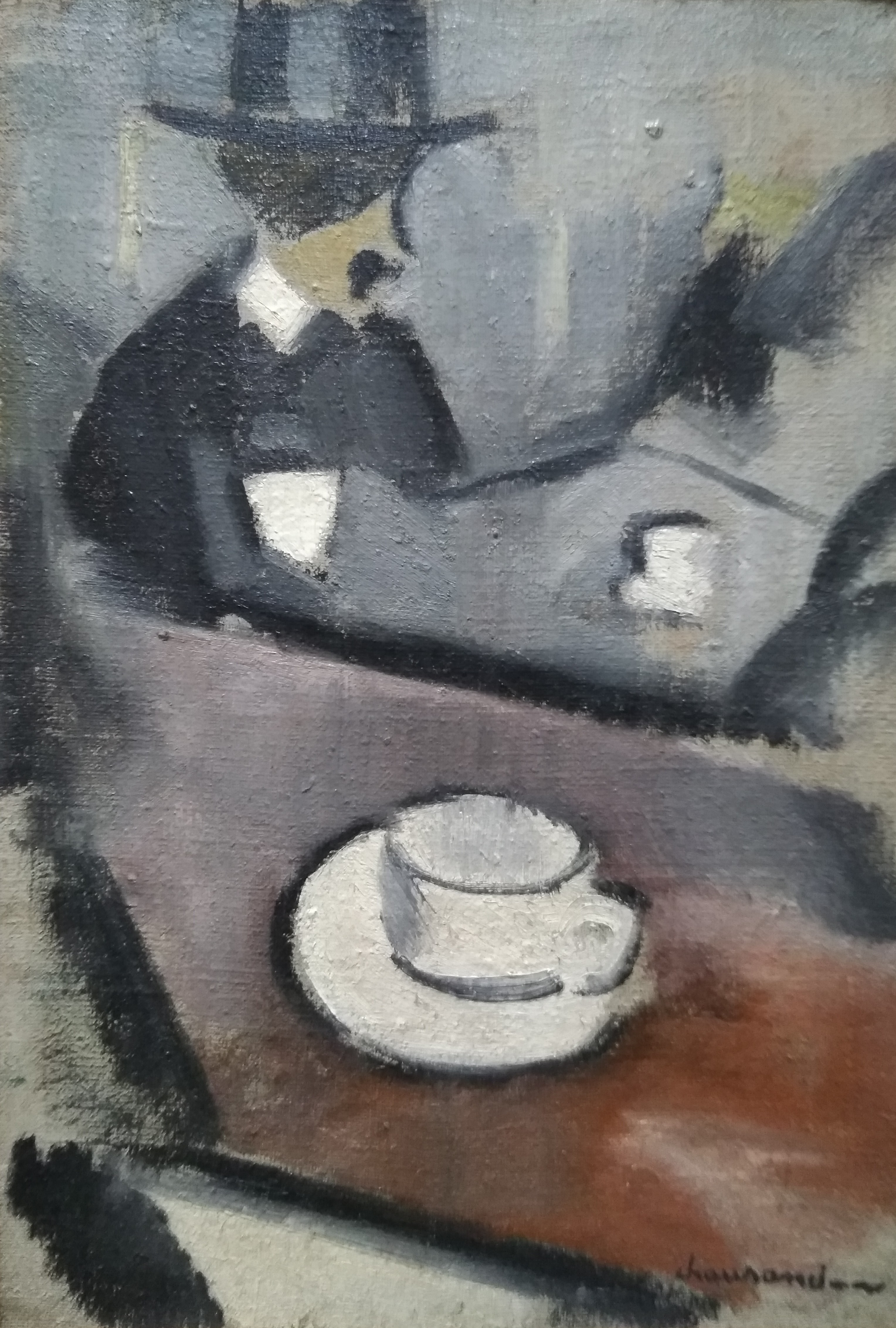
Jean-Raoul Chaurand-Naurac, Abel au café, 1902, dépôt FNAC.
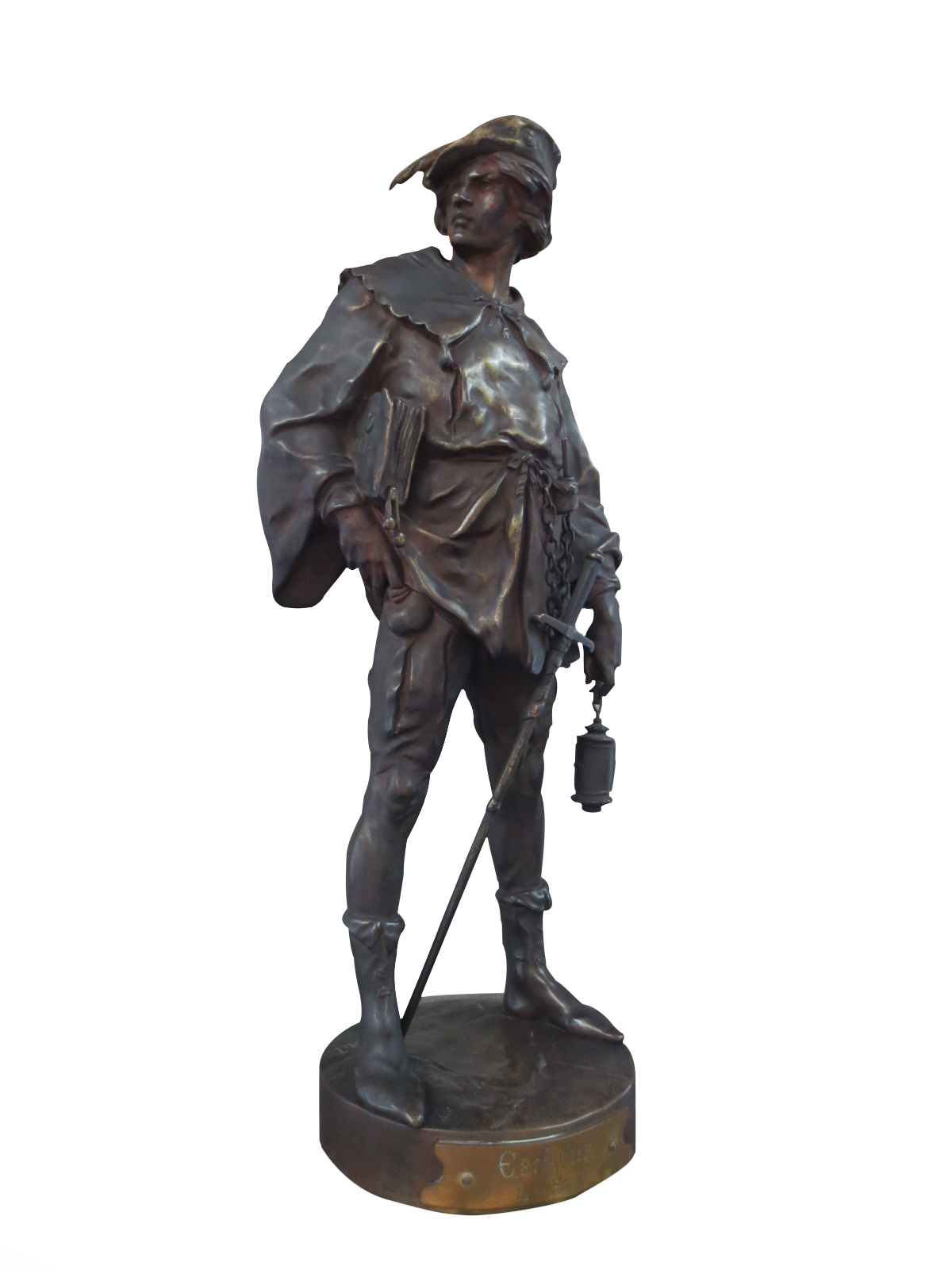
Émile Picault, Écolier au XIVe siècle, vers 1850, dépôt du musée d'Orsay.
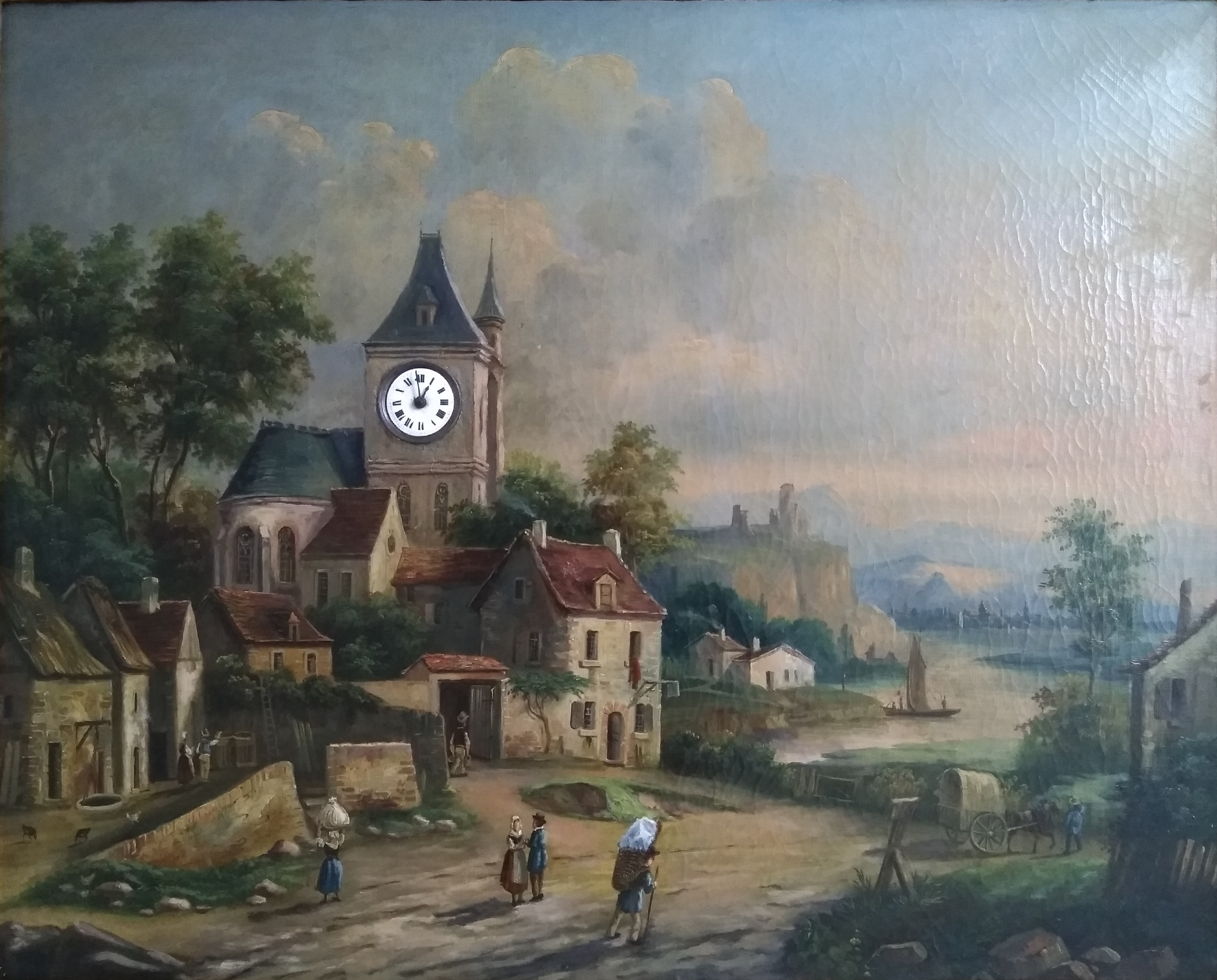
Anonyme, La rue du village (tableau à surprises), XIXe siècle.
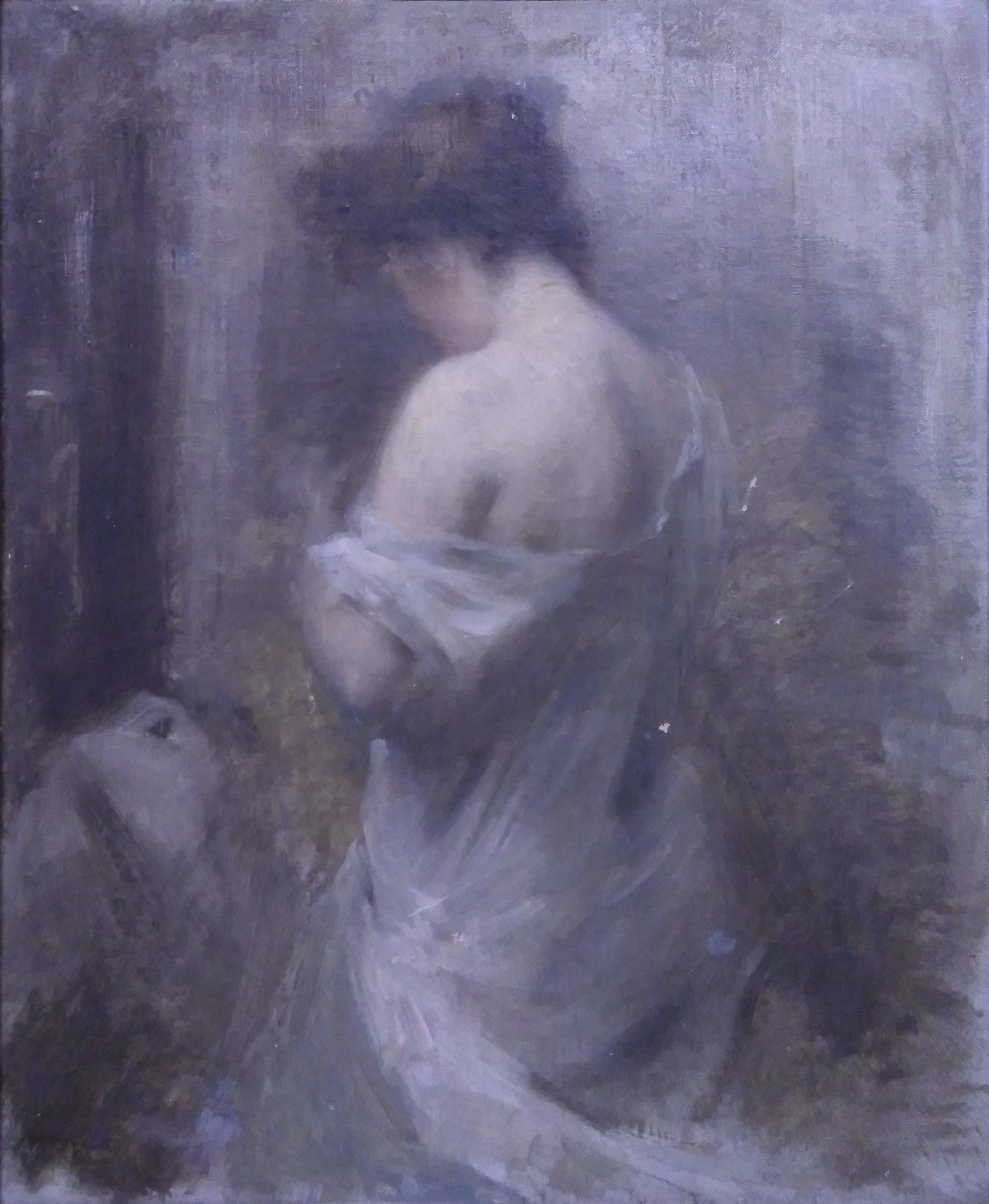
Armand Berton, Femme à sa toilette, c. 1890-1910.

### Sótano
Las antiguas bodegas abovedadas clasificadas como monumentos históricos presentan una colección de arqueología local, así como una colección de jarrones griegos antiguos de los siglos IV y V.

## Exposiciones
| Yann Arthus-Bertrand : Legacy                                                                                              | 2022      |
| Marblo, Atracciones Fantásticas                                                                                            | 2022      |
| La epopeya napoleónica contada a los franceses : imagen de Épinal                                                          | 2021-2022 |
| André Marchand, una libertad tan insolente : el taller de Borgoña                                                          | 2021      |
| El legado de Odette Clerget-Bondon : Vivir la modernidad                                                                   | 2020      |
| Últimos impresionistas : El tiempo de la intimidad                                                                         | 2020      |
| Benoît Huot : _Inmortales                                                                                                  | 2019      |
| Titouan Lamazou : Fraternel aventurier des arts et des Ailleurs du monde                                                   | 2019      |
| Cuerpo y alma : de Aman-Jean a Erró                                                                                        | 2018      |
| La pintura joven de los años 50                                                                                            | 2017      |
| Victor Charreton - Jules Zingg : Des saisons pour mémoire                                                                  | 2016      |
| Alberto Besnard : Taller de secretos, caminos de un alma                                                                   | 2015      |
| Robert Fernier : Peintre et ami de Courbet                                                                                 | 2013      |
| Ana Quinquad . Esculpiendo África en la década de 1930                                                                     | 2012      |
| pintando la orilla : Denis, Marquet, Dufy. .                                                                               | 2012      |
| Trópicos fascinantes, pintura popular de Brasil                                                                            | 2011      |
| Follement BD : Sur les pas de Bob Morane...                                                                                | 2011      |
| Bernard Buffet - Mi circo                                                                                                  | 2010      |
| Edmond Aman-Jean y sus contemporáneos en las colecciones del museo Baron-Martin                                            | 2009      |
| Villa, Villam, Villae | 2006-2007 |
| Symbiose, Exposición en colaboración con el Museo Markgräfler de Müllheim en el marco del 20 aniversario del hermanamiento | 2004      |
| En busca de la felicidad 1870-1914 : Los años de la Belle Époque                                                           | 2003      |
| Todos fueron atraídos por el sur y el este.                                                                                | 2002      |
| Jean Messagier (1943-1998): Œuvres graphiques                                                                              | 2000      |